# Meirinhos
Meirinhos is een plaats (freguesia) in de Portugese gemeente Mogadouro en telt 368 inwoners (2001).